# Jennifer Worth
Jennifer Worth (* 25. September 1935 in Clacton-on-Sea als Jennifer Lee; † 31. Mai 2011) war eine britische Krankenschwester, Hebamme, Musikerin und Autorin.
Bekannt wurde sie durch ihre Buchtrilogie Call the Midwife, Shadows of the Workhouse und Farewell to The East End, in der sie über ihre Arbeit als Hebamme im Londoner East End der 1950er Jahre berichtete. Jedes der drei Bücher verkaufte sich allein in Großbritannien über eine Million Mal. Die Bücher dienten Heidi Thomas als Vorlage für die Drehbücher der erfolgreichen Fernsehserie Call the Midwife – Ruf des Lebens, in der ihre Figur von der Schauspielerin Jessica Raine dargestellt und ihre Erinnerungen von Vanessa Redgrave gesprochen wurden.

## Leben
Jennifer Lee wurde im September 1935 in Clacton-on-Sea geboren, wo ihre Eltern sich für einen Urlaub aufhielten. Sie wuchs in Amersham auf und besuchte die Belle Vue School in Little Chalfont, die sie aber bereits mit 14 Jahren verließ.
Nach einer Ausbildung in Stenografie und Maschinenschreiben arbeitete sie als Sekretärin des Direktors der Dr Challoner’s Grammar School in Amersham. Danach absolvierte sie eine Ausbildung am Royal Berkshire Hospital in Reading und zog im Anschluss nach London. Zunächst unterstützte sie als Hebamme im Londoner Stadtteil Poplar die Nonnen der Community of St. John the Divine. Später arbeitete sie als Krankenschwester im Royal London Hospital in Whitechapel, dann im Elizabeth Garrett Anderson Hospital in Euston und später im Marie Curie Hospital in Hampstead.
1973 beendete sie ihre Tätigkeit als Krankenschwester und widmete sich der Musik. Sie erhielt 1974 eine Lehrerlaubnis am London College of Music und unterrichtete dort für 25 Jahre Klavier und Gesang. 1984 wurde sie Fellow des London College of Music. Sie trat solo und mit verschiedenen Chören in Großbritannien und anderen europäischen Ländern auf.
Nachdem sie eine schwere Erkrankung überstanden hatte, schrieb sie 1997 ihr erstes Buch Eczema and Food Allergy: The Hidden Cause? in dem sie die Grundgedanken ihrer Therapie erläuterte.
1998 las Worth einen Artikel im Midwives Journal, in dem beklagt wurde, dass die wichtige Rolle der Hebammen in der Unterhaltungsliteratur praktisch keinen Niederschlag fand. Der Artikel endete mit der Forderung, dass die Hebammenzunft einen Autor wie James Herriot bräuchte. Aus diesem Antrieb heraus verfasste Worth den ersten Band ihrer Memoiren, der 2002 unter dem Titel Call the Midwife bei Merton Books erschien. Der zweite Teil Shadows of the Workhouse folgte 2005, der dritte Teil Farewell to the East End schloss die Trilogie 2009 ab. Nachdem der erste Band 2007 bei Weidenfeld & Nicolson neu aufgelegt wurde, entwickelten sich alle drei Bücher zu Bestsellern. Allein in Großbritannien verkaufte sich jedes der Bücher über eine Million Mal.
2010 erschien ihr letztes Buch In the Midst of Life, in dem Worth das Thema der Sterbebegleitung thematisierte.
Worth unterstützte die Drehbuchautorin Heidi Thomas bei den Vorbereitungen zur Erstellung der Drehbücher für die Fernsehserie Call the Midwife – Ruf des Lebens. Die Ausstrahlung der Serie erlebte sie nicht mehr. Sie erlag Ende Mai 2011 einer Krebserkrankung. Die erste Folge von Call the Midwife – Ruf des Lebens ist ihr gewidmet.
Aus ihrer 1963 geschlossenen Ehe mit dem Künstler Philip Worth gingen zwei Töchter hervor.

## Werke
- Eczema and Food Allergy: The Hidden Cause? Merton Books, 1997, ISBN 1-872560-02-4.
- Call the Midwife. Merton Books, 2002, ISBN 0-297-85966-8.
- Shadows of the Workhouse. Merton Books, 2005, ISBN 0-06-227004-4.
- Farewell to The East End. Weidenfeld & Nicolson, 2009, ISBN 978-0-297-85779-2.
- In the Midst of Life. Weidenfeld & Nicolson, 2010, ISBN 978-0-297-85958-1.